# Andor Horváth

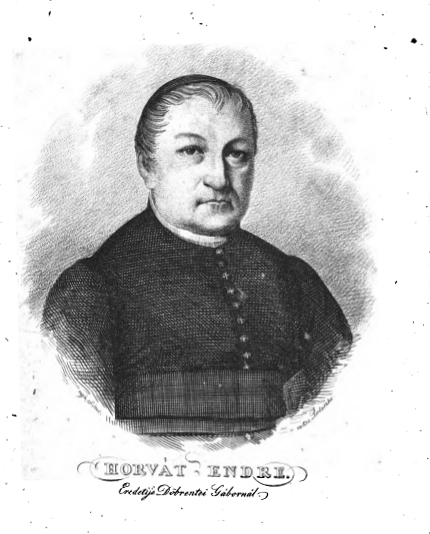
Endre Horváth um 1822

Andor Horváth, auch Endre Pázmándi Horváth, eingedeutscht Andreas Horvath (* 25. November 1778 in Pázmánd, Komitat Fejér, Ungarn; † 7. März 1839 ebenda) war ein ungarischer Geistlicher (Archidiakon) und Epiker.

## Leben
Horváth besuchte die Benediktinerschule am Pannonberg (ungarisch Pannonhegyi) uns setzte seine Ausbildung, nach der Auflösung des Klosters, in St. Márton, Pázmánd und in Raab fort und besuchte die Humanitätsklassen in Komorn. Anschließend studierte er Philosophie in Preßburg. Im Jahr 1797 trat er in die Zisterzienserabtei des Klosters in Heinrichau in Preußisch-Schlesien ein und kehrte im Folgejahr in die Heimat zurück. Dort trat er in das Seminarium der Diöcese Raab ein, um katholische Theologie zu studieren, wo er im Jahr 1801 oder 1802 die Priesterweihe erhielt. Als Kaplan war er in den Jahren 1802 bis 1806 an unterschiedlichen Orten im Bereich der Seelsorge eingesetzt, zuletzt in Raab. Der Schriftsteller Rájnis animierte Horváth zur Beschäftigung mit der ungarischen Sprache und zur Mitarbeit an der Sprachreform. Er wurde 1806 Pfarrer in Tét. Seit 1822 war er Mitarbeiter der literarischen Zeitschrift Aurora. Von 1829 bis zu deinem Tod war er Pfarrer in Pázmánd. Seit 1835 war er Subdechant. Am 17. November 1830 wurde er von der ungarischen Akademie der Wissenschaften zum ordentlichen Provinzialmitglied gewählt und vermachte dieser seine Bibliothek und sein Haus. Horváth war mit den Schriftstellern Ferenc Kazinczy, Károly Kisfaludy, Mihály Vörösmarty befreundet. Er war zudem Bezirksinspektor für Normalschulen.

## Werke (Auswahl)
Horváth galt als Schöpfer des klassischen Epos der Ungarn. Er schrieb unter anderem mehrere kleine Epen, historische Gedichte, Trink- und Volkslieder, Predigten und wissenschaftliche Abhandlungen.
- Zircz emlékezete (Andenken an Zircz, historische Dichtung, 1806).
- A felkelő nemzetnek, a buzogányos vitéz magyaroknak (Ode an die Insurrektion, an die mit Streitkolben bewaffneten tapferen Ungarn, 1809).
- A’ buzogányos viléz magyarok (Die bepanzerten tapferen Magyaren, Übersetzung 1809 und 1813).
- Zircz emlékezete (Das Andenken von Zircz, 1814, ein episches Gedicht in Hexametern).
- Franczia egyházi katekismus (Französischer Kirchenkatechismus, 1815).
- Theodul estvéi (Das Gastmahl Theoduls, 1819).
- Gritti Lajos (Ludwig Gritti, 1821).
- Török Bálint hitveséhez (Valentin Török an seine Gattin, 1824).
- Sziszeki gyözedelem (Der Sieg von Sziszek, 1827).
- Árpád (Heldengedicht in zwölf Gesängen, 1831).
- Bátori Zsigmond erdélyi fejedelem élete (Das Leben des Sigmund Bátori, Fürst von Siebenbürgen).

## Ehrungen (Auswahl)
- 1832: Großer Preis (200 Dukaten) der ungarischen Akademie der Wissenschaften für dein Eops Árpád.
- 1878: Gedenkmedaillon von Endre Pázmándi Horváth anlässlich des 100. Jahrestages seiner Geburt.[4]